# Acrocyrtidus diversinotatus
Acrocyrtidus diversinotatus là một loài bọ cánh cứng trong họ Cerambycidae.